# Ptilogyna neogama
Ptilogyna neogama är en tvåvingeart som först beskrevs av Alexander 1944.  Ptilogyna neogama ingår i släktet Ptilogyna och familjen storharkrankar. Inga underarter finns listade i Catalogue of Life.